# Festival du film britannique de Dinard 2012
Le Festival du film britannique de Dinard 2012, la 23e édition du festival, et s'est déroulé du 3 au 7 octobre 2012.

## Jury
|  | Nom                               | Qualité              | Nationalité |
|  | --------------------------------- | -------------------- | ----------- |
|  | Patrick Bruel (président du jury) | acteur               | France      |
|  | Gurinder Chadha                   | réalisatrice         | Royaume-Uni |
|  | Cyril Colbeau-Justin              | producteur           | France      |
|  | Catherine Corsini                 | réalisatrice         | France      |
|  | Josée Dayan                       | réalisatrice         | France      |
|  | Stephen Dillane                   | acteur               | Royaume-Uni |
|  | Celia Imrie                       | actrice              | Royaume-Uni |
|  | Raza Jaffrey                      | acteur               | Royaume-Uni |
|  | Maria de Medeiros                 | réalisatrice actrice | Portugal    |
|  | Marjane Satrapi                   | réalisatrice         | Iran France |

## Sélection

### En Compétition
- Good Vibrations de Leyburn Glenn
- Ill Manors de Ben Drew
- Live East, Die Young de Hypponen Laura
- Shadow Dancer de James Marsh
- The Comedian  de Tom Shkolnik
- Wasteland (The Rise) de Athale Rowan

### Film d'ouverture
- Hunky Dory de Marc Evans

### Film de clôture
- Britain in a Day de Morgan Matthews

### Séance spéciale
- Astérix et Obélix : Au service de sa Majesté[1] de Laurent Tirard

### Hommage
- John Schlesinger
- Tom Courtenay
- Charles Dickens

## Palmarès
- Hitchcock d'or : Shadow Dancer
- Prix du public : Shadow Dancer